# 21469 Робшум
21469 Робшум (21469 Robschum) — астероїд головного поясу, відкритий 21 квітня 1998 року.
Тіссеранів параметр щодо Юпітера — 3,533.